# Coldplay
Coldplay là một ban nhạc rock người Anh được thành lập tại London vào năm 1996. Ban nhạc bao gồm giọng ca chính, tay guitar đệm và piano Chris Martin, tay guitar chính Jonny Buckland, tay bass Guy Berryman, tay trống Will Champion và giám đốc sáng tạo Phil Harvey. Họ gặp nhau tại Đại học College London và bắt đầu chơi nhạc cùng nhau từ năm 1996 đến 1998, đầu tiên họ tự gọi mình là Pectoralz và sau đó là Starfish.
Coldplay đã phát hành hai EP, Safety vào năm 1998 và The Blue Room vào năm 1999. EP thứ hai là bản phát hành đầu tiên của họ dưới một hãng thu âm lớn, Parlophone. Coldplay đã đạt được sự nổi tiếng trên toàn thế giới với việc phát hành bài hát "Yellow" vào năm 2000, cùng năm đó là album đầu tay của họ Parachutes, đã được đề cử cho Mercury Prize. Album thứ hai của ban nhạc, A Rush of Blood to the Head (2002), đã được phát hành với sự hoan nghênh của giới phê bình. Album tiếp theo của họ, X&Y, là album bán chạy nhất trên toàn thế giới năm 2005; album phòng thu thứ tư do Brian Eno sản xuất, Viva la Vida or Death and All His Friends (2008), là album bán chạy nhất trên toàn thế giới năm đó và mang về cho ban nhạc 3 giải Grammy. Vào năm 2011, Coldplay phát hành album phòng thu thứ năm của họ, Mylo Xyloto, đứng đầu bảng xếp hạng tại hơn 34 quốc gia và là album nhạc rock bán chạy nhất năm 2011 tại Vương quốc Anh. Kể từ đó, ban nhạc đã phát hành Ghost Stories (2014), A Head Full of Dreams (2015) và Everyday Life (2019). Vào năm 2021, họ phát hành album phòng thu thứ chín, Music of the Spheres.
Coldplay đã bán được hơn 100 triệu bản album trên toàn thế giới, đưa nhóm trở thành một trong những nghệ sĩ âm nhạc bán đĩa chạy nhất thế giới. Họ đã giành được nhiều giải thưởng trong suốt sự nghiệp của mình, bao gồm 9 giải Brit Awards, 7 giải MTV Video Music Awards, 9 giải MTV Europe Music Awards và 7 giải Grammy Awards từ 35 đề cử. Ba album đầu tiên của ban nhạc — Parachutes (2000), A Rush of Blood to the Head (2002) và X&Y (2005) — nằm trong số những album bán chạy nhất trong lịch sử bảng xếp hạng Vương quốc Anh.
Vào tháng 12 năm 2009, độc giả của Rolling Stone đã bình chọn nhóm là nghệ sĩ xuất sắc thứ tư của những năm 2000 và tạp chí Q đã đưa nhóm vào danh sách Nghệ sĩ của thế kỷ. Coldplay đã ủng hộ tích cực các hoạt động từ thiện mang tính chính trị, chẳng hạn như chiến dịch Make Trade Fair của Oxfam và Ân xá Quốc tế. Họ cũng đã thực hiện tại các dự án từ thiện, bao gồm Band Aid 20, Live 8, Global Citizen Festival, Sound Relief, Hope for Haiti Now: A Global Benefit for Earthquake Relief, One Love Manchester, The Secret Policeman's Ball, Sport Relief và Teenage Cancer Trust của Anh.

## Lịch sử

### 1996–1999: Thành lập và những năm đầu tiên

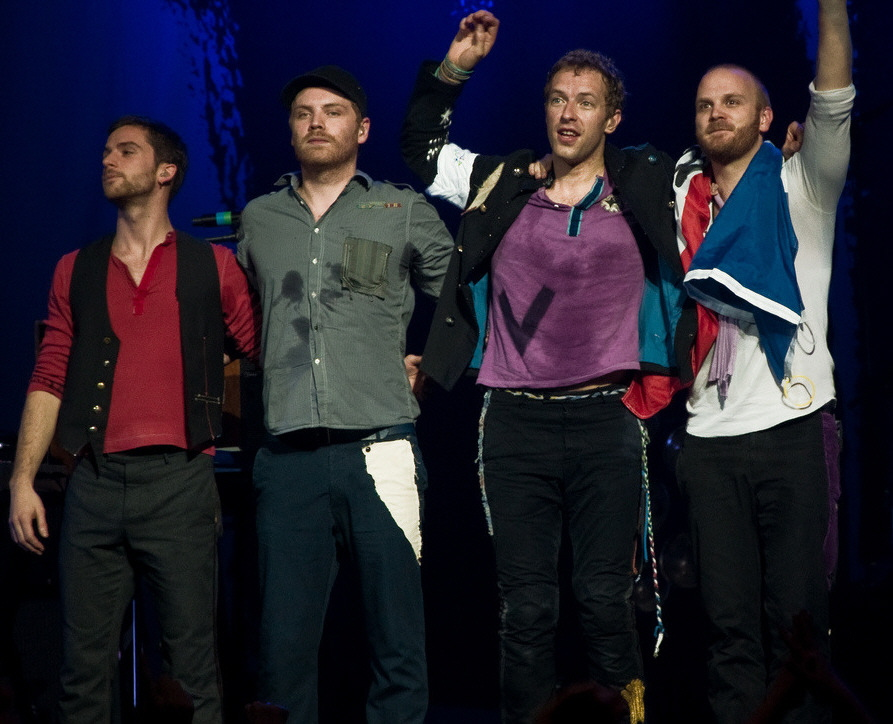
Các thành viên của Coldplay - từ trái qua Guy Beryman; Jonny Buckland; Chris Martin; Will Champion

Chris Martin và Jonny Buckland gặp nhau lần đầu tiên trong tuần lễ định hướng của họ tại Đại học College London (UCL) vào tháng 9 năm 1996. Cặp đôi đã dành phần còn lại của năm đại học để lên kế hoạch cho một ban nhạc, cuối cùng thành lập một nhóm có tên Pectoralz. Guy Berryman, một người bạn cùng lớp của Martin và Buckland, sau đó đã gia nhập nhóm. Đến năm 1997, nhóm đã đổi tên thành Starfish, biểu diễn cho các nhà quảng bá Camden địa phương tại các câu lạc bộ nhỏ. Martin cũng đã tuyển dụng người bạn học lâu năm của mình là Phil Harvey, người đang theo học các tác phẩm kinh điển tại Đại học Oxford, làm quản lý của ban nhạc. Coldplay đã chấp nhận Harvey là thành viên thứ năm của nhóm. Đội hình của ban nhạc đã hoàn thành khi Will Champion tham gia. Ban nhạc cuối cùng đã quyết định chọn tên "Coldplay", được gợi ý bởi Tim Crompton, một sinh viên địa phương đã sử dụng tên cho nhóm của mình.
Vào năm 1997, Coldplay bắt đầu biểu diễn tại các câu lạc bộ nhỏ dưới tên Starfish. Chris đã thuê Phil Harvey, một bạn học của anh là quản lý của nhóm. Phil làm quản lý cho nhóm đến khi album thứ hai của nhóm ra đời.
Vào ngày 16 tháng 1 năm 1998, Will Champion gia nhập ban nhạc. Chris Martin sau vài năm luyện tập đã có thể chơi được piano, guitar, bass, trống và thổi sáo. Cuối cùng Tim Rice-Oxley, một người bạn của nhóm đã đồng ý nhượng lại tên Coldplay của nhóm nhạc mà anh chỉ huy cho Chris Martin vì anh cho rằng tên này dễ gây cảm xúc buồn. Rice-Oxley cũng đã được mời chơi key-board cho Coldplay nhưng anh đã từ chối và thành lập nhóm nhạc của riêng mình là Keane.
Sau khi tốt nghiệp đại học, Coldplay ký hợp đồng với Parlophone vào mùa xuân năm 1999. Họ bắt tay vào ghi âm single The Blue room. Trong quãng thời gian đó, đã có vài khúc mắc giữa các thành viên trong ban nhạc khiến cho Chris Martin quyết địch đuổi Will Champion khỏi ban nhạc. Tuy nhiên sau đó Chris đã chủ động xin lỗi và đề nghị Will quay lai ban nhạc. Sau sự kiện đó, Coldplay đã lập ra một số quy định. Trước hết lợi nhuận thu được sẽ được chia đều cho các thành viên trong ban nhạc và thứ 2 thành viên nào bị phát hiện sử dụng những chất ma túy bị cấm sẽ lập tức bị sa thải.

### 1999–2002:Parachutes

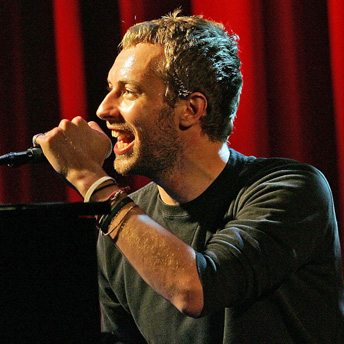
Chris Martin - ca sĩ chính của nhóm

Vào tháng 3 năm 1999, Coldplay tập trung sản xuất album đầu tay của mình tại Rockfield Studios, Wessex Sound Studios và Matrix studios với nhà sản xuất Ken Nelson. Đảm nhiệm phần mixing cho album là kỹ sư người Mỹ Michael Brauer ở New York. Coldplay dự định sẽ thu âm album này trong vòng 2 tuần. Tuy nhiên các tour diễn của nhóm khiến việc thu âm bị kéo dài từ giữa năm 1999 đến tháng 5 năm 2000. Sau khi thu âm 3 EPs mà chưa đạt được một ca khúc hit nào, Coldplay có được single đầu tiên trong Top 40 với "Shiver". Được phát hành vào tháng 3 năm 2000, Shiver đạt được vị trí 35 trong UK Singles Chart và giúp ban nhạc lần đầu tiên được chiếu trên MTV. Tháng 6 năm 2000 là một khoảng thời gian đáng nhớ đối với Coldplay, ban nhạc tổ chức tour diễn đầu tay, bao gồm cả buổi biểu diễn ở Glastonbury Festival. Đồng thời trong khoảng thờ gian đó họ cũng phát hành single đột phá mang tên "Yellow". "Yellow" có vai trò cực kỳ quan trọng khi giúp Coldplay lần đầu tiên lọt vào top 5, ca khúc đã đạt vị trí thứ 4 trong bảng xếp hạng Anh Quốc (đây cũng là một trong những bài hát nổi tiếng nhất của Coldplay). Kể từ đây, tên tuổi của Coldplay bắt đầu được chú ý trên toàn thế giới.
Coldplay phát hành album đầu tay Parachutes vào tháng 7 năm 2000 ở Anh Quốc qua nhãn đĩa Parlophone. Album này đã đứng thứ nhất tại bảng xếp hạng Anh Quốc. Đến tháng 12, album mới được phát hành ở Bắc Mĩ qua nhãn hiệu Nettwerk. Đầu năm 2001, ban nhạc bắt đầu biểu diễn tại Mĩ và Canada. Mới đầu Parlophone dự đoán Parachutes sẽ bán được 40.000 đĩa; tuy nhiên, đến Noel năm đó đã có 1,6 triệu đĩa được bán ra chỉ tính riêng tại Anh Quốc. Tuy mất khá nhiều thời gian, cuối cùng Parachutes cũng đoạt được danh hiệu đĩa bạch kim tại Mĩ.
Album Parachutes của Coldplay nhận được nhiều lời khen ngợi và đánh giá rất cao từ giới phê bình nghệ thuật. Parachutes đã được đề cử cho giải thưởng âm nhạc Mercury tháng 9 năm 2000. Tại lễ trao giải Grammy 2001 và 2002, album nhận được năm đề cử và chiến thắng với hai giải: album alternative xuất sắc nhất và ban nhạc Anh xuất sắc nhất, vượt qua cả những tên tuổi lớn trong đó có Radiohead. Ngoài ra album cũng giành được nhiều giải thưởng lớn tại Brit Awards và các lễ trao giải khác.
Sự thành công của album Parachutes đánh dấu sự xuất hiện ngoạn mục của Coldplay trên nền âm nhạc thế giới và là bàn đạp giúp ban nhạc đạt được nhiều thành công sau này.

### 2002–2004:A Rush of Blood to the Head

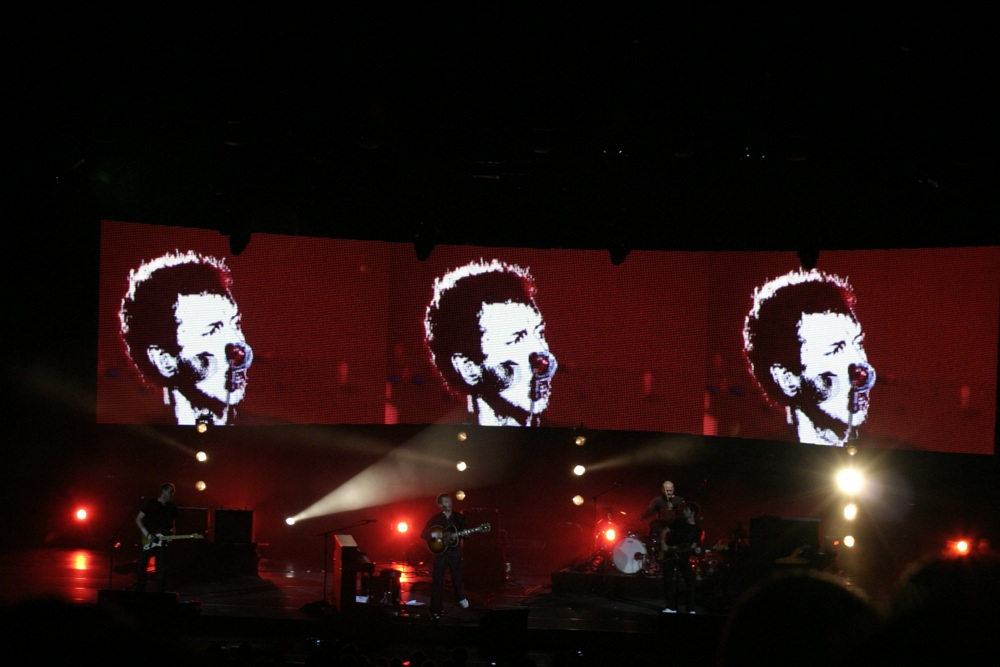
Bài hát "God Put a Smile Upon Your Face" trong tour diễn Twisted Logic

Sau thành công của Parachutes, Coldplay trở lại studio vào tháng 10 năm 2001 để bắt tay vào album thứ 2 vẫn với nhả sản xuất Ken Nelson. Coldplay quyết định làm việc tại liverpool, nơi mà họ đã từng thu âm một số bài hát cho album Parachutes. Chris Martin nói rằng ban nhạc quan tâm tới việc thu âm album mới này đến mức ám ảnh. "In My Place" là bài hát đầu tiên được sáng tác và thu âm. Ban nhạc phát hành ca khúc với vai trò là single chủ đạo cho album. Coldplay cho rằng, giai điệu của bài hát "In My Place" giúp cho họ có hứng thú để tiếp tục công việc thu âm album thứ hai này sau một "khoảng thời gian không biết làm gì" kéo dài 3 tháng. ca sĩ chính Crhis Martin nói chính "In My Place" là "thứ mà giúp chúng tôi tiếp tục". Kể từ đó các bài hát mới bắt đầu ra đời.
Ban nhạc tiếp tục viết hơn 20 bài hát cho album. Tên chính thức cho album được công bố qua website của Coldplay là A Rush of Blood to the Head. Album được phát hành tháng 8 năm 2002. Album này đã có khá nhiều single nổi tiếng đã trở thành các ca khúc hit như "In My Place", "Clocks", và bản ballad "The Scientist".

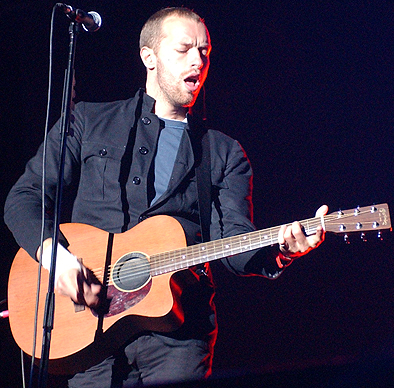
Chris Martin trong tour diễn vòng quanh thế giới A Rush of Blood to the Head Tour

Từ tháng 6 năm 2002 đến tháng 9 năm 2003, Coldplay đã tổ chức tour diễn trên khắp thế giới mang tên A Rush of Blood to the Head Tour. Họ ghé thăm 5 lục địa, trong đó có biểu diễn chính cho các buổi hòa nhạc nổi tiếng như Glastonbury Festival, V2003 and Rock Werchter. Nhiều buổi biểu diễn có sử dụng các ánh đèn pha nhiều màu lấp lánh để tạo hiệu ứng đặc biệt và các màn hình cá nhân lớn, ghi lại dấu ấn đậm nét cho tour diễn. Trong tour diễn mở rộng, Coldplay phát hành đĩa DVD và CD: Live 2003, ghi hình buổi biểu diễn tại Sydney's Hordern. Tour diễn của họ đã thành công vang dội và cho thấy sự trưởng thành của các chàng Coldplay với tư cách là những nghệ sĩ biểu diễn rock thực thụ.
Tháng 12 năm 2003, Coldplay được tạp chí Rolling Stone bầu là nghệ sĩ và nhóm nhạc xuất sắc nhất năm. Cùng lúc đó, Coldplay cover lại ca khúc nổi tiếng "2000 Miles" của The Pretenders. Đây là bài hát được download nhiều nhất nước Anh năm đó. A Rush of Blood to the Head dành 3 giải tại Grammy 2003 và tại Grammy 2004 trong đó có giải album alternative xuất sắc nhất, ca khúc "Clocks" đã xuất sắc giành giải Grammy quan trọng: Ghi âm của năm. Album này cũng được tạp chí Rolling Stone xếp hàng 472 trong số 500 album vĩ đại nhất mọi thời đại.

### 2004–2007:X&Y

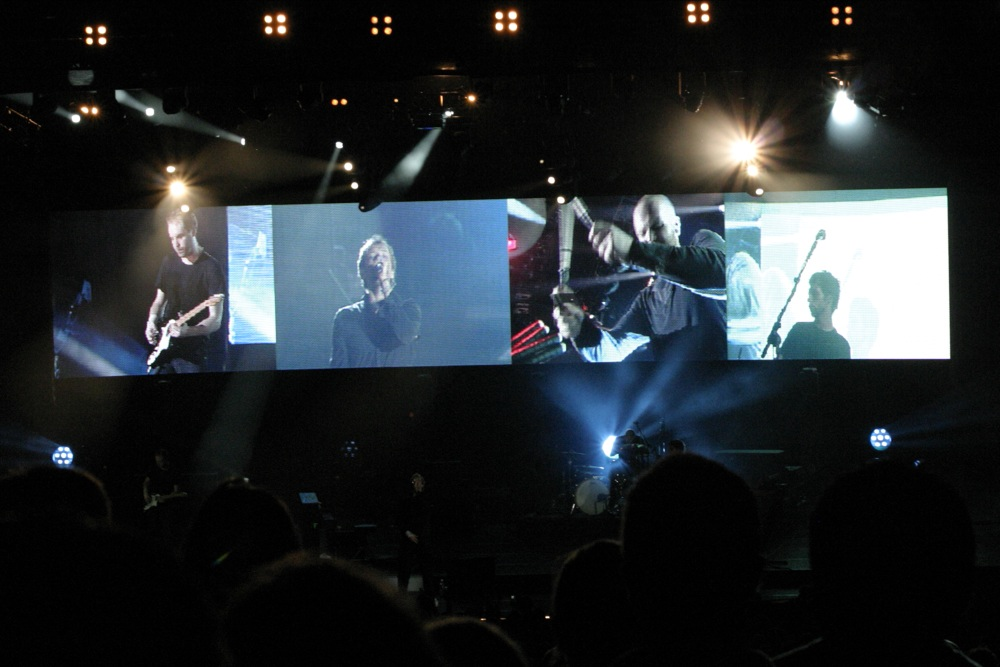
Buổi hòa nhạc tại Kansas, 2005)

Năm 2004 là một năm yên tĩnh với Coldplay khi cả nhóm tập trung vào sản xuất album mới X&Y. Đây được coi là thời kỳ "nghỉ xả hơi" sau một khoảng thời gian dài di lưu diễn. Album thứ ba X&Y được phát hành vào tháng 6 năm 2005 ở Anh Quốc và châu Âu. Trên thực tế ngày phát hành album đã bị hoãn lại một năm và điều này thậm chí, làm cho cổ phiếu hãng thu âm EMI bị rớt giá. X&Y trở thành album có số lượng đĩa bán chạy nhất năm 2005 trên toàn thế giới vối số lượng là 8.3 triệu bản. Album này chịu sự ảnh hưởng từ rất nhiều nghệ sĩ như Bowie, Eno, Pink Floyd, Depeche Mode, Kate Bush và U2.
Single đầu tiên trong album "Speed of Sound" ra mắt radio vào ngày 18 tháng 4 và được phát hành dưới dạng CD vào ngày 23 tháng 5. 2 single khác là "Fix You" và Talk được phát hành vào tháng 9 và tháng 12. Tháng 5 năm 2006 single "The Hardest Part" được phát hành tại Anh và một vài quốc gia khác. X&Y là một thành công lớn về mặt thương mại, đứng thứ nhất tại 22 quốc gia và là album bán nhanh thứ 3 trong lịch sử nước Anh.
Tuy nhiên, phản hồi từ giới phê bình nghệ thuật thì khen chê lẫn lộn: có nhiều lời đánh giá cao và cũng có nhiều nhận xét xấu. Các nhận xét tích cực cũng không được hào hứng như hai album trước. Tạp chí âm nhạc Pitchfork Media đánh giá X&Y với số điểm "4.9/10.0", cho rằng: "dễ nghe nhưng không đáng nhớ". AllMusic và Blender thì lại hết lời khen ngợi album này.

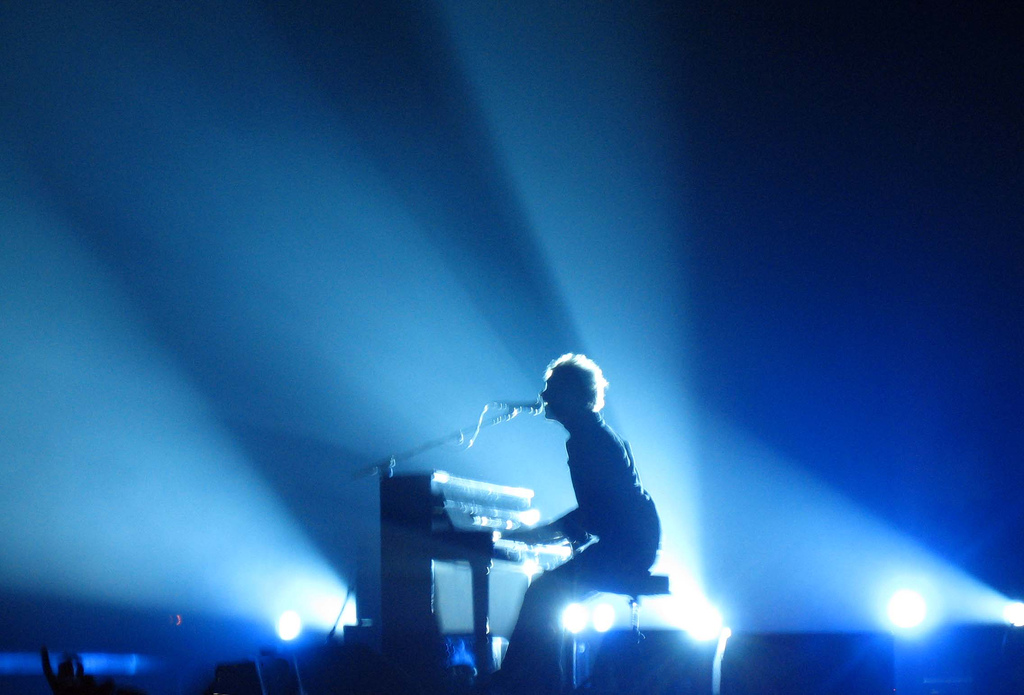
Chris Martin biểu diễn "The Scientist" tại Barcelona, 2005

Từ tháng 6 năm 2005 đến tháng 7 năm 2006, Coldplay tổ chức tour diễn Twisted Logic, trong đó bao gồm các buổi hòa nhạc như Coachella, Isle of Wight Festival, Glastonbury và the Austin City Limits Music Festival. Ban nhạc đã đi lưu diễn trên khắp châu Âu, tại Anh Quốc cũng như Mĩ và Canada. Tour diễn kết thúc tại Australia, Nhật Bản cùng một số nước châu Á. Đây là tour diễn đầu tiên và duy nhất không mang tên album mà nó đang quảng bá.
Tháng 7 năm 2005, Coldplay biểu diễn tại Live 8 ở công viên Hyde Park. Vào tháng 9, Coldplay cover lại "How You See the World", một bài hát ca ngợi hòa bình. Tháng 2 năm 2006, Coldplay giành giải album và single xuất sắc nhất tại Brit awards.
2 Single tiếp theo được phát hành trong năm 2006, "The Hardest Part" và "What If". Single thứ sáu và cũng là single cuối cùng, "White Shadows" được phát hành tại Mexico năm 2007.

### 2007–2010:Viva La Vida or Death and All His Friends

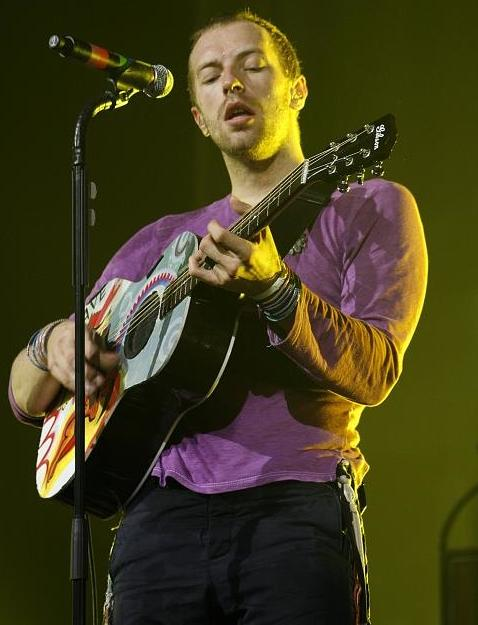
Chris Martin biểu diễn trong Viva la Vida tour

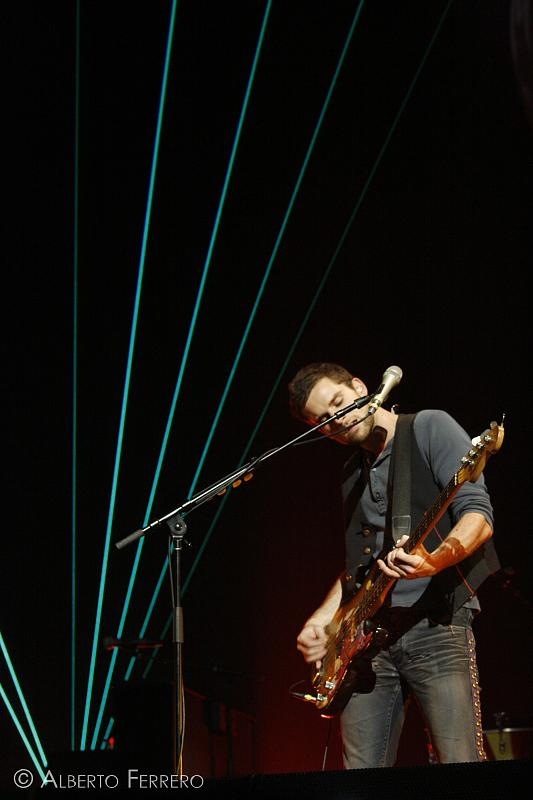
Guy Berryman biểu diễn trong Viva la Vida tour

Coldplay bắt tay vào album thứ 4 từ tháng 12 năm 2006. Album này dự kiến sẽ phát hành vào ngày 19 tháng 8 năm 2008. Tuy nhiên, với sự chuyển giao quyền sở hữu của EMI, Coldplay tuyên bố họ có thể sẽ hoãn ngày phát hành. Album được sản xuất bởi Brian Eno. Nhà sản xuất nhạc Timbaland cũng tuyên bố với tạp chí GQ rằng anh sẽ tham gia sản xuất album này.
Đầu năm 2007, Coldplay tạm ngừng thu âm và đi tour ở Nam Mỹ tại các nước như Chile, Argentina, Brasil và México. Sau khi thu âm ở trong các nhà thờ tại Mĩ Latinh và Tây Ban Nha, Coldplay nói rằng album thứ tư có lẽ sẽ ít nhiều ảnh hưởng từ văn hóa Tây Ban Nha.
Ca sĩ chính của Coldplay, Chris Martin cho biết "Viva la Vida" sẽ là một định hướng và một trải nghiệm hoàn toàn mới đối với Coldplay, một sự thay đổi lớn so với 3 album trước. Anh ta nói rằng album này sẽ có ít giọng falsetto và nhiều giọng trầm hơn. Một số bài hát như "Violet Hill", chứa trong đó nhiều đoạn guitar biến hóa và mang phong cách blue. Tên chính chính thức của album được đặt theo cụm từ "Viva la Vida" của tiếng Tây Ban Nha mà dịch ra có nghĩa là "Cuộc sống muôn năm".
"Violet Hill" được xác nhận là single đầu tiên của album, được phát trên radio lần đầu tiên vào ngày 29 tháng 4 năm 2008. Ngay sau đó, bài hát được phát hành miễn phí trong vòng một tuần qua website của Coldplay kể từ lúc 12:15 pm (GMT +0) (bài hát đã nhận được hơn 2 triệu lượt download). "Violet Hill" đã lọt vào Top 10 Anh Quốc và Top 40 ở Mĩ (ngoài ra còn được xếp trong top 10 ca khúc Rock hiện đại hay nhất).
Đến khi được phát hành, album Viva La Vida or Death and All His Friends đứng đầu trên bảng xếp hạng các album tại nước Anh, mặc dù đã bị rò rỉ ra ngoài thị trường 3 ngày trước đó. Tại thời điểm ban đầu album bán được 302.000 bản, đài BBC gọi đó là "Một trong những kỷ lục bán chạy nhất lịch sử nước Anh". Đến cuối tháng 6, Viva La Vida or Death and All His Friends đã lập kỷ lục album được download nhiều nhất từ trước đến nay. Tháng 10 năm 2008, Coldplay thắng 2 giải Q award: album xuất sắc nhất cho Viva La Vida or Death and All His Friends và Buổi biểu diễn xuất sắc nhất trên thế giới hiện nay. Coldplay tiếp tục phát hành Prospekt's March EP vào ngày 21 tháng 11 năm 2008. EP bao gồm các bài hát trong Viva La Vida or Death and All His Friends và một số bài hát mới như "Life in Technicolor II".
Album Viva La Vida or Death and All His Friends nhận được nhiều lời khen ngợi từ giới phê bình, đồng thời cũng là một thành công lớn về mặt thương mại. Album đã bán tổng cộng hơn 9 triệu bản trên toàn thế giới. 5 single đã được phát hành, "Violet Hill" và "Viva la Vida" trong tháng 5 năm 2008, "Lovers in Japan" và "Lost!" trong tháng 11 năm 2008, và "Strawberry Swing" trong tháng 9 năm 2009. "Viva la Vida" trở thành bài hát đầu tiên của nhóm đạt danh hiệu số một ở trên nước Mĩ lẫn nước Anh. Video của "Viva la Vida" trở thành một trong những video của nhóm có số lượng truy cập nhiều nhất trên trang YouTube với hơn 180 triệu lượt xem.
Năm 2009 là một năm thành công đối với Coldplay, Coldplay được đề cử 4 giải BRIT award trong đó bao gồm Nhóm nhạc Anh xuất sắc nhất. Tại lễ trao giải Grammy lần thứ 51, Coldplay chiến thắng rực rỡ với 3 giải quan trọng: bài hát của năm cho "Viva la Vida", album nhạc rock xuất sắc nhất cho Viva La Vida or Death and All His Friends, giọng ca Pop được biểu diễn bởi cá nhân hay nhóm nhạc xuất sắc nhất.
Một album live mang tên LeftRightLeftRightLeft được thu âm trong các buổi biểu diễn khác nhau trong tour diễn Viva la Vida. Album được phát hành vào tháng 5 năm 2009 và phần lớn sẽ được tặng cho khán giả trong các buổi biểu diễn còn lại. Ngoài ra cũng có thể download album miễn phí trên website của Coldplay.
Coldplay bắt đầu tour diễn Viva la Vida xuyên thế giới nhằm quảng bá cho album thứ tư của họ. Tour diễn đã đạt được thành công vang dội với doanh thu $116.684.354. Hơn 3 triệu khán giả trên toàn thế giới theo dõi các buổi biểu diễn của Coldplay qua truyền hình. Ban nhạc đã đi lưu diễn trên toàn châu Âu, một số nước châu Á, châu Mĩ và châu Úc. Tour diễn đã giúp cho Coldplay giành được vị thế là một trong những "Đại gia" trong ngành công nghiệp tổ chức các buổi hòa nhạc và khẳng định tên tuổi của nhóm trên toàn thế giới.

### 2010–2012:Mylo Xyloto
Năm 2010, Coldplay phát hành đĩa đơn "Christmas Lights" vào tháng 12. Mặc dù ban đầu nhiều fan dự đoán đây sẽ là đĩa đơn đầu tiên trong album thứ năm của họ nhưng Oracle đã bác bỏ nhận định này.
Trong một buổi phỏng vấn ngày 13 tháng 1 năm 2011, Coldplay có đề cập đến một số ca khúc mới sẽ có trong album thứ năm, bao gồm "Every Teardrop Is a Waterfall" và "Princess of China". Cũng trong tháng một này, chủ tịch Parlophone Miles Leonard cho biết ban nhạc vẫn đang tiến hành thu âm album ở trong phòng thu và ông cũng mong đợi sản phẩm cuối cùng sẽ cho ra mắt vào mùa thu năm nay.
Khi được hỏi về phong cách của album mới, ca sĩ chính Chris Martin cho biết sẽ sử dụng nhiều nhạc cụ acoustic và điện tử hơn, đồng thời sẽ không lập lại phong cách của album trước đó Viva la Vida or Death and All His Friends. Anh cũng tiết lộ album được lấy cảm hứng từ các bức Graffiti của Mĩ và loạt phim truyền hình "The wire" của HBO. Album được thu âm ở trong một nhà thờ phía Bắc London, nơi trở thành studio mới của họ gọi là "The Beehive". Ngoài ra album cũng được hoàn thành ở trong studio đã từng được dùng cho việc thu âm Viva la Vida or Death and All His Friends, "The Bakery". Ban nhạc vẫn tiếp tục hợp tác với nhà sản xuất Brian Eno trong việc thu âm album mới này.
Ngày 31 tháng 5 năm 2011, Coldplay thông báo rằng "Every Teardrop Is a Waterfall" sẽ là đĩa đơn đầu tiên của họ. Nó được phát hành ngày 3 tháng 6 năm 2011. Ban nhạc cũng biểu diễn trực tiếp tại các lễ hội trong mùa hè năm 2011 với 5 ca khúc mới, "Charlie Brown", "Hurts Like Heaven", "Us Against the World", "Princess of China" và "Major Minus".
Ngày 12 tháng 8 năm 2011, Coldplay thông báo qua website của họ rằng tên chính thức của album thứ năm sẽ là Mylo Xyloto. Album sẽ được phát hành ngày 24 tháng 10 năm 2011.
Đĩa đơn tiếp theo "Paradise", phát hành ngày 12 tháng 9 năm 2011.

### 2013–2014:Ghost Stories
Ngày 25 tháng 2 năm 2014, ban nhạc phát hành "Midnight", từ album sắp tới của họ. Vào đầu tháng 3 năm 2014, có thông báo rằng album thứ sáu của ban nhạc, Ghost Stories được phát hành ngày 19 tháng 5 năm 2014.

### 2021–nay:Music of the Spheres
Vào ngày 29 tháng 4 năm 2021, Coldplay thông báo một đĩa đơn mới có tên "Higher Power" sẽ được phát hành vào ngày 7 tháng 5 năm 2021 với một video phát trực tiếp trùng với thời điểm phát hành đĩa đơn sẽ được phát sóng từ Trạm vũ trụ Quốc tế. Chris Martin đã tuyên bố trong một cuộc phỏng vấn với Zane Lowe rằng ban nhạc sẽ hợp tác với Max Martin và nhóm của anh trong cả bài hát và album mới. Anh nói, "Max là nhà sản xuất của chúng tôi ngay bây giờ cho mọi thứ chúng tôi làm". Vào ngày 4 tháng 5 năm 2021, Coldplay được công bố là người mở màn cho lễ trao giải Brit năm 2021, nơi họ sẽ biểu diễn "Higher Power".

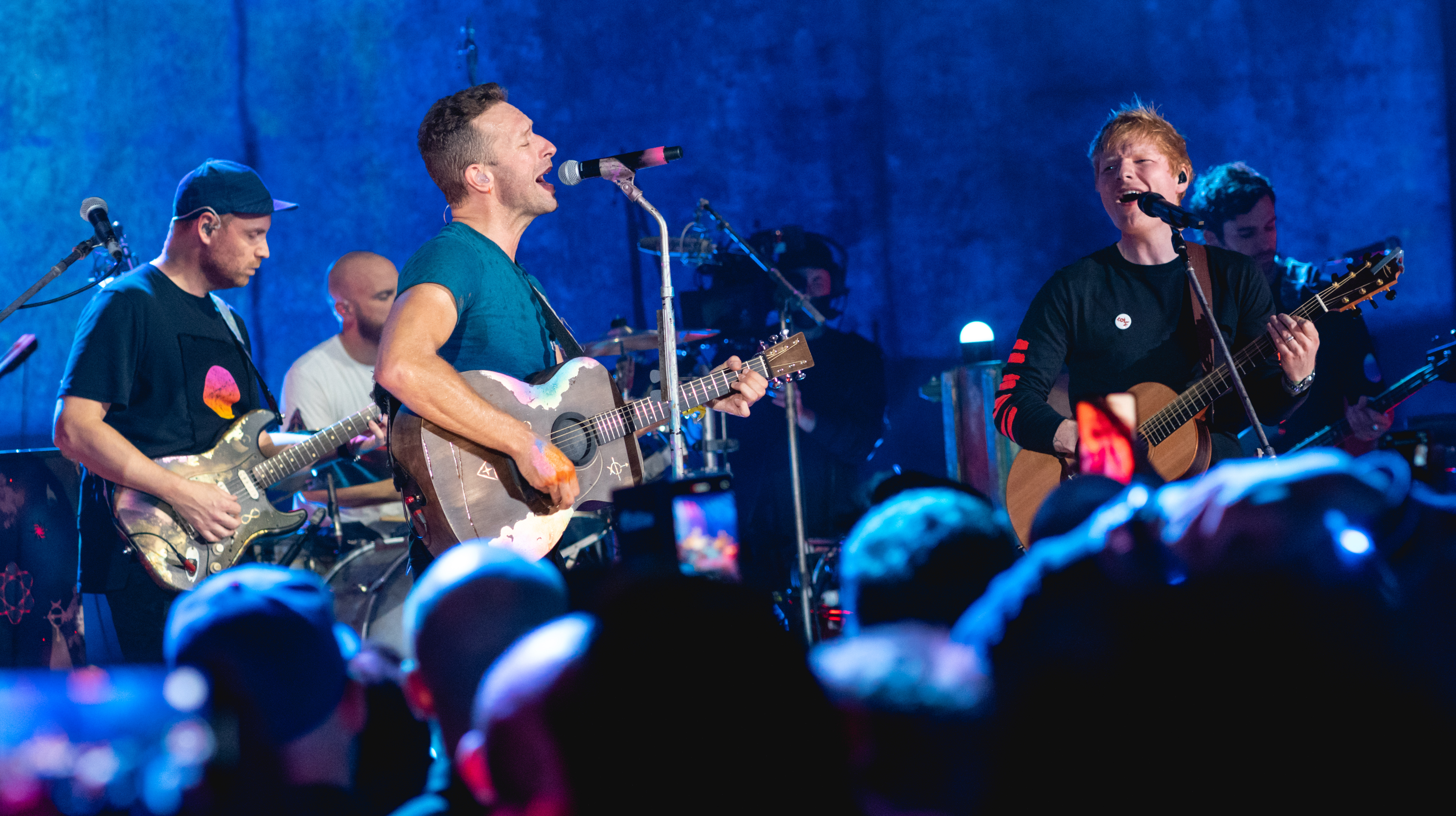
Coldplay với Ed Sheeran (phải) tại O_{2} Shepherd's Bush Empire, Tây Luân Đôn vào tháng 10 năm 2021.

Vào ngày 22 tháng 5 năm 2021, buổi biểu diễn thu âm trước của họ tại Glastonbury Festival đã được phát trực tuyến. Ban nhạc cũng giới thiệu một bài hát mới mang tên "Human Heart", với sự góp mặt của bộ đôi R&B King. Vào ngày 8 tháng 6 năm 2021, video âm nhạc "chính thức" cho "Higher Power", do Dave Meyers đạo diễn, đã công chiếu trên YouTube, sau một video âm nhạc đơn giản hơn có ban nhạc biểu diễn bài hát trong khi nhảy với hình ảnh ba chiều của CGI người ngoài hành tinh được công chiếu vào ngày 7 tháng 5 năm 2021. Vào ngày 20 tháng 7 năm 2021, Coldplay thông báo rằng album sẽ được phát hành vào ngày 15 tháng 10 năm 2021, cũng như một bài hát mới có tên "Coloratura", được phát hành vào ngày 23 tháng 7 năm 2021.
Vào ngày 13 tháng 9 năm 2021, Coldplay và nhóm nhạc pop Hàn Quốc BTS đã thông báo về việc phát hành đĩa đơn thứ hai, "My Universe", được phát hành vào ngày 24 tháng 9 năm 2021. Bài hát ra mắt ở vị trí số 3 trên UK Singles Chart, và là đĩa đơn đạt vị trí cao nhất của họ kể từ "Something Just Like This", và sau đó tiếp tục ra mắt ở vị trí số 1 trên Billboard Hot 100 của Hoa Kỳ. Một bộ phim tài liệu ngắn về sự hợp tác với BTS sau đó đã được phát hành vào ngày 26 tháng 9 năm 2021 trên kênh YouTube chính thức của BTS.

## Thành viên
- Chris Martin - giọng hát chính, piano, guitar đệm, keyboard, harmonica
- Jonny Buckland - guitar chính, hát bè, keyboard, piano
- Guy Berryman - guitar bass, hát bè, keyboard, mandolin, harmonica
- Will Champion - trống, bộ gõ, hát bè, guitar, piano, keyboard
- Phil Harvey – người quản lý (1998–2002), giám đốc sáng tạo (2005–nay)

## Hoạt động xã hội
Coldplay trợ giúp từ nhiều năm nay tổ chức giúp đỡ phát triển Oxfam. Chris Martin là bộ mặt nổi tiếng nhất của phong trào Oxfam „Make Trade Fair" (Hãy thương mại sòng phẳng). Ngoài ra ban nhạc cũng hỗ trợ tổ chức nhân quyền Amnesty International. Ban nhạc cũng tham dự những hoạt động xã hội khác như những buổi liên hoan cứu trợ Live 8, Band Aid 20 hay Teenage Cancer Trust.

## Danh sách đĩa nhạc
- Parachutes (2000)
- A Rush of Blood to the Head (2002)
- X&Y (2005)
- Viva la Vida or Death and All His Friends (2008)
- Mylo Xyloto (2011)
- Ghost Stories (2014)
- A Head Full of Dreams (2015)
- Everyday Life (2019)
- Music of the Spheres (2021)
- Moon Music (2024)

## Các tour lưu diễn

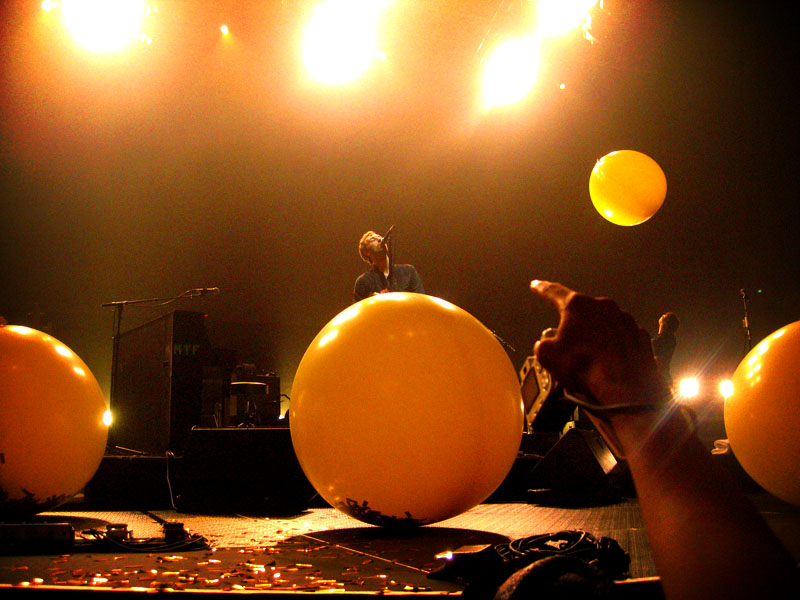
Bài hát Yellow được biểu diễn trong Twisted Logic tour

- Parachutes tour
- A Rush of Blood To The Head tour
- Twisted Logic tour
- Viva la Vida tour
- Paradise

### Twisted Logic tour

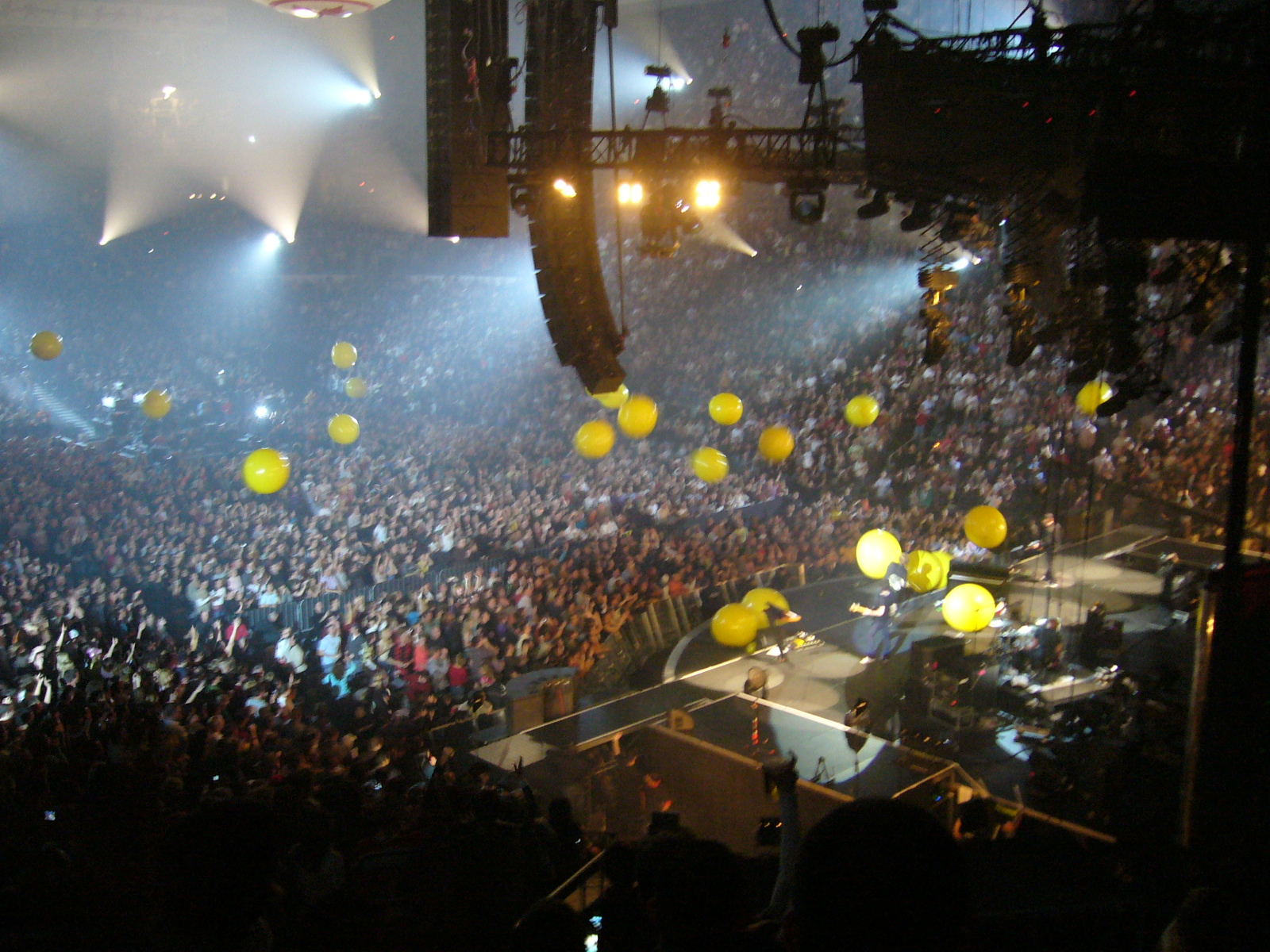
Coldplay biểu diễn bài hát "Yellow" tại Air Centre Canada năm 2006, với hiệu ứng là nhũng quả bóng màu vàng

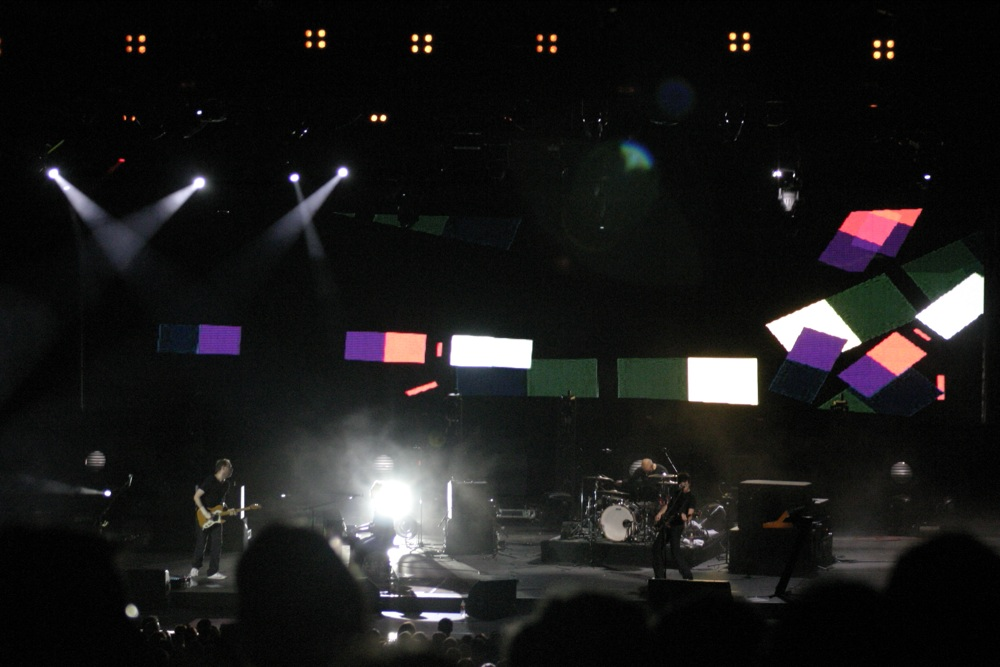
Coldplay trình diễn bài hát "Clocks"

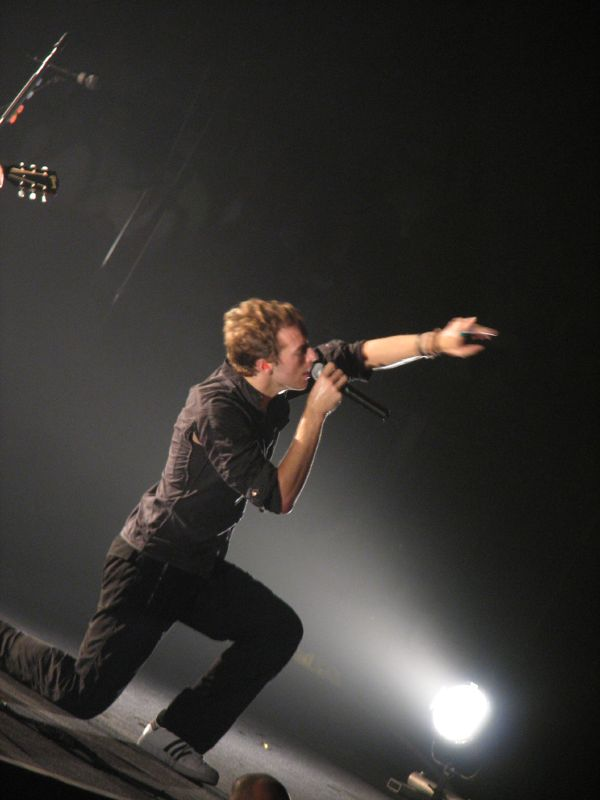
Coldplay biểu diễn một trong những ca khúc nổi tiếng của họ "Talk" tại Hong Kong

Twisted Logic tour là chuyến lưu diễn trên toàn cầu của nhóm nhạc Rock Coldplay nhằm quảng bá cho album thứ ba của họ X&Y. Twisted Logic tour được biết đến nhờ việc sử dụng hiệu ứng sân khấu một cách hoàn hảo. Các ánh đèn pha cực mạnh nhiều màu tạo nên một cuộc trình diễn ánh sáng rực rỡ. Phông nền sân khấu bao gồm 2 màn hình LED lớn để truyền hình trực tiếp các hình ảnh của show diễn, đồng thời trình chiếu những hình ảnh chọn lọc: ví dụ như các khối lập phương đầy màu sắc từ bìa album X&Y trong bài "Clocks". Các show lưu diễn được tổ chức ở trong các sân vận động thể thao hoặc ở các quảng trường lớn.
Một số điểm nhấn của các buổi biểu diễn khác bao gồm:
- Màn hình LED hiển thị đồng hồ digital đếm ngược thời gian khi band nhạc xuất hiện trên sân khấu trong bài hát mở màn "Square One". Khi đồng hồ đếm ngược về số 0 thì cũng là lúc bùng nổ điệp khúc thứ nhất của bài hát. Theo sau đó là các ánh đèn pha chiếu sáng rực rỡ.
- Các quả khí cầu màu vàng được thả vào đám đông trong bài hát "Yellow" nhằm tạo hiệu ứng.
- Ca sĩ Chris Martin chạy xuống khán đài, nơi mà đám đông đang reo hò, để hát ca khúc "In My Place" cùng với khán giả.
- Ban nhạc chụp hình trước và trong buổi diễn bằng loại máy chụp hình sử dụng một lần, sau đó ném tặng cho khán giả. Đây là ý tưởng của tay guitar bass Guy Beryman.
- Chris Martin cổ vũ khán giả hãy để đèn flash máy ảnh nháy liên hồi trong ca khúc "Talk" và "Low" qua một thông điệp yêu cầu được hiển thị lên màn hình chính. Kết quả là buổi diễn có được một hiệu ứng ánh sáng vô cùng thú vị và ấn tượng.
- Chris Martin quay tròn một ngọn đèn sáng được treo ở trên đầu trong điệp khúc thứ hai của bài "Fix You". Ngoài ra, trong các buổi diễn ngoài trời, pháo bông rực rỡ được bắn lên khi tiếng trống bắt đầu.
- Đèn laser được sử dụng trong khi nhóm biểu diễn bài hát "Clocks".
- Một bản viết tay các bài hát được trình chiếu qua màn hình trong bài "Swallowed in the Sea".

### Viva la Vida tour
Viva la Vida tour là tour diễn thứ tư của ban nhạc nổi tiếng Coldplay. Trong tour diễn, ban nhạc có ghé thăm nhiều nước trên thế giới, đặc biệt lần này có thêm một số nước châu Á như: Singapore, Nhật Bản, Hồng Kông. Có tổng cộng 34 nghệ sĩ được mời để mở màn cho các buổi biểu diễn, trong đó bao gồm: Jay-Z, Girls Aloud, La Roux,… Tour diễn bắt đầu từ ngày 16 tháng 6 năm 2008 và kết thúc vào ngày 11 tháng 3 năm 2010.
Sân khấu trong tour diễn lần này được thiết kế bao gồm một sân khấu lớn và 2 đường catwalk. Đặc biệt, trong một số bài hát, ban nhạc sẽ biểu diễn acoustic giữa các khán giả trên một sân khấu nhỏ được thiết kế đặc biệt. Thay thế cho một màn hình video lớn như trước đây, ban nhạc sử dụng 6 quả bóng khổng lồ nhiều màu để trình chiếu hình ảnh và các cận cảnh. Chris Martin gọi đó là các "quả bóng ma thuật". Tay trống Will Champion còn nói thêm là họ sẽ thả hàng ngàn các con bươm bướm bằng giấy nhiều màu sắc trong các buổi diễn.
Coldplay được đồng hành bởi tổ chức từ thiện xóa nghèo đói Oxfam và David Gibbin trong suốt tour diễn. Các tình nguyện viên ở mỗi khán đài tuyên truyền cho khán giả nhằm gây quỹ từ thiện. Logo của tổ chức tử thiện cũng được trình chiếu trên một trong những quả bóng khổng lồ.
Hiệu ứng của tour diễn cũng khá đặc biệt. Mở đầu mỗi buổi diễn sẽ là việc trình chiếu toàn cảnh bề mặt Trái Đất, sau đó phóng to cận cảnh về đất nước, thành phố, sân vận động hay quảng trường mà buổi hòa nhạc diễn ra. Ý tưởng của nhóm là làm cho mỗi show diễn có nét độc đáo riêng. Do đó, ban nhạc đã biểu diễn nhiều bài hát quen thuộc của nhóm một theo phong cách mới như "Talk" hay "God Put a Smile Upon Your Face". Các hình ảnh nghệ thuật lấy từ ảnh bìa album Viva la Vida được sử dụng kỹ thuật trình chiếu độc đáo làm tạo ra các hiệu ứng nhiều màu sắc.

## Giải thưởng và đề cử
Coldplay đã giành được rất nhiều giải thưởng âm nhạc danh giá, trong đó có 8 giải BRIT, 3 giải ''Nhóm nhạc Anh xuất sắc nhất'', 5 giải MTV Video, 3 giải World Music, 4 giải Billboard Music, và 7 giải Grammy trong 26 lần đề cử. Năm 2009 là năm đại thành công trong sự nghiệp khi được đề cử 7 giải Grammy tại lễ trao giải Grammy lần thứ 51, và cuối cùng thắng 3 giải. Coldplay đã bán được 60 triệu bản Album trên toàn thế giới.